# Sozialdemokratische Partei Basel-Stadt
Die Sozialdemokratische Partei Kanton Basel-Stadt (SP Basel-Stadt) ist eine politische Partei im Kanton Basel-Stadt. Sie ist eine Kantonalpartei der Sozialdemokratischen Partei der Schweiz.

## Geschichte
1871 entstand in Basel die Sozialdemokratische Arbeiterpartei. Die Mitgliedschaft stand nur Arbeitern offen. Daneben gab es den Arbeiterbund. Am 26. Juni 1890 wurden die Schweizerischen Sozialdemokraten Basel gegründet. Nachdem 1905 das Proporzwahlsystem eingeführt worden war, errang die SP Basel-Stadt einen ersten Wahlsieg und wurde mit 22 von 130 Sitzen zur stärksten Fraktion im Grossen Rat. 1902 stellte sie mit Eugen Wullschleger erstmals einen Regierungsrat. Wullschleger vertrat auch von 1925 bis 1928 als erster Sozialdemokrat den Kanton Basel-Stadt im Ständerat.

## Politisches Programm
Das politische Programm der SP Basel-Stadt ist identisch mit dem der SP Schweiz. Als Partei in einem reinen Stadtkanton setzt sie ihre thematischen Schwerpunkte bei der Ökologie, der Stadtentwicklung, dem Verkehr, der Wohnpolitik und der Familienpolitik.

## Organisation

Sektionen der SP Basel-Stadt

Die SP Basel-Stadt organisiert sich durch die so genannten Quartiervereine. Diese heissen St. Alban-Breite-Innenstadt, Basel West (ehemals Bachletten-Neubad und St. Johann), Clara-Wettstein-Hirzbrunnen, Gundeldingen-Bruderholz, Horburg-Kleinhüningen, Spalen und SP Riehen. Sie sind eigenständige Vereine und verantwortlich für die Quartier- und Gemeindepolitik, die Führung der Wahlkämpfe, Nominierung von Wahlkandidaten vor kantonalen Wahlen sowie das Entsenden von Delegierten in die Delegiertenversammlungen der Kantonalpartei.
Mitglied in der SP Basel-Stadt ist, wer Mitglied in einem dieser Quartiervereine ist.

## Gruppierungen
In der SP Basel-Stadt existieren viele Gruppierungen und Interessensgruppen. Die zwei wichtigsten unter ihnen sind die SP Frauen Basel-Stadt und die Jungsozialist*innen Basel-Stadt.

### Jungsozialist*innen Basel-Stadt
Die Jungsozialist*innen Basel-Stadt (kurz JUSO Basel-Stadt) ist die Jungpartei der SP Basel-Stadt. Sie geniesst finanzielle Unterstützung, Beratung und Einsitzrecht in den Gremien der SP Basel-Stadt (Parteivorstand, Delegiertenversammlung). Mit rund 200 Mitgliedern und einer regelmässigen Medienpräsenz ist sie die aktivste politische Jugendorganisation von Basel. 
Die Jungsozialist*innen Basel-Stadt nahmen ohne Erfolg an den Nationalratswahlen 2007 und an den Grossratswahlen 2008 teil. Bei den Nationalratswahlen 2011 erreichten sie mit 1,6 % den höchsten Stimmenanteil aller Jungparteien.
Bei den Grossratswahlen 2012 kandidierte die JUSO mit 15 Personen auf der Liste der SP Basel-Stadt. Am 28. Oktober 2012 wurde mit Sarah Wyss, der damaligen Präsidentin, erstmals eine Vertreterin der JUSO ins Parlament gewählt (im Wahlkreis Kleinbasel). Zudem wurde Timothée Cuénod (Wahlkreis Ost) erster Nachrückender in seinem Wahlkreis.
Im März 2013 gab Sarah Wyss das Präsidium der JUSO Basel-Stadt nach mehr als 3 Jahren ab und Beda Baumgartner wurde als ihr Nachfolger gewählt. Bei den Nationalratswahlen 2015 wurde die JUSO mit 1,5 % Stimmenanteil erneut die stärkste aller Jungparteien. Im März 2016 gab Beda Baumgartner das Präsidium an die beiden Co-PräsidentInnen Mirjam Kohler und Jessica Brandenburger ab. Bei den Grossratswahlen 2016 kandidierte die JUSO mit 20 Personen auf der Liste der SP Basel-Stadt. Sarah Wyss wurde im Wahlkreis Kleinbasel wiedergewählt, Jessica Brandenburger wurde im gleichen Wahlkreis zweite Nachrückende. Im November 2017 wurde Nicolas Eichenberger als neuer Präsident gewählt.
Siehe auch
- Politische Parteien in der Schweiz